# Yakup Alkan
Yakup Alkan (* 3. März 1992 in Istanbul) ist ein türkischer Fußballspieler.

## Karriere
Alkan kam im Istanbuler Stadtteil Eminönü auf die Welt und startete seine Vereinsfußballkarriere 2008 bei Bağcılar Gençlergücü SK. 
Von hier aus wechselte er zur Saison 2010/11 zu İstanbul Kartal Belediyespor und spielte für diesen Klub in der Bölgesel Amatör Lig, der fünfthöchsten türkischen Spielklasse. Nach einer Saison zog er zu Çekmeköyspor weiter. 
Nachdem er auch hier nur eine Saison gespielt hatte, kehrte er in die Bölgesel Amatör Lig zurück und spielte fortan für Tuzlaspor. Bei diesem Verein etablierte er sich auf Anhieb zum Stammspieler und Leistungsträger. So beendete er mit seinem Verein die Fünftligasaison 2012/13 als Meister der Bölgesel Amatör Lig und stieg in die TFF 3. Lig, vierthöchste türkische Liga und unterste türkische Profiliga auf. Auch in dieser Spielklasse behielt Alkan seinen Stammplatz. Die Viertligasaison 2014/15 beendete er mit seinem Team als Meister und stieg zum ersten Mal in der Vereinsgeschichte in die TFF 2. Lig auf.
In der Sommertransferperiode 2015 verpflichtete ihn der Zweitliganeuling Yeni Malatyaspor. Eine halbe Saison später zog er zu Menemen Belediyespor weiter.

## Erfolge
Mit Tuzlaspor
- Meister der Bölgesel Amatör Lig und Aufstieg in die TFF 3. Lig: 2012/13
- Meister der TFF 3. Lig und Aufstieg in die TFF 2. Lig: 2014/15